# Крутець (Вознесенський район)
Крутець (рос. Крутец) — селище в Вознесенському районі Нижньогородської області Російської Федерації.
Населення становить 26 осіб. Входить до складу муніципального утворення Полховсько-Майданська сільрада.

## Історія
Від 2004 року входить до складу муніципального утворення Полховсько-Майданська сільрада.

## Населення
| 1999 | 2002 | 2010 |
| ---- | ---- | ---- |
| 67   | ↘56  | ↘26  |